# Manuel Miralles Salabert
Manuel Miralles Salabert (siglo XIX-1941) fue un abogado y político español, diputado a Cortes y gobernador civil de varias provincias, también fue comisario de Guerra del partido Renovación Española durante la guerra civil española.

## Biografía
Casado con María Teresa Álvarez de Aymerich, fallecida el 16 de junio de 1936, del matrimonio nacieron cinco hijosː Carmen (c. 1906), Luis (c. 1908), Carlos (1910), Manuel (c. 1911) y Jaime (1920). Obtuvo escaño de diputado a Cortes por el distrito guadalajareño de Pastrana en 1907. Ocupó el cargo de gobernador civil de Guipúzcoa.
En marzo de 1937 resultó herido en un accidente automovilístico en las inmediaciones de la localidad palentina de Torquemada.
Fue medalla de la Orden Imperial del Yugo y las Flechas, como Rudolf Hess, Gonzalo Queipo de Llano y José Moscardó Ituarte. Falleció en marzo de 1941 en Madrid y fue enterrado en la sacramental de San Justo.